# 魏佩蘭
魏佩蘭（1911年8月24日—1986年2月22日），號馨予、又號馥齋。女，甘肃甘谷人，中华民国政治人物。民國37年（1948年）由甘肅省婦女當選第一屆立法委員。

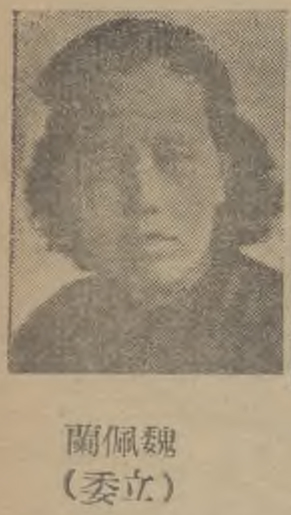

## 生平
蘭州中山大學國文專修科肄業，二十歲侍太夫人於北平，入天津女子師範學院國文系，二年後轉入國立北平師範大學畢業。
甘肅省立蘭州女子師範學校訓育主任兼教員。
甘肅平涼女子師範學校校長。
甘肅省參議員。
中國國民黨甘肅省黨部執行委員及婦女運動委員會主任委員。
甘肅同鄉會監事。
中國職位分類學會監事。
民國75年2月22日病故。

## 家庭
父魏鴻發，字紹武，保定軍校畢業，早歲獻身革命，躬與辛亥光復隴南之役，世稱隴上「辛亥老人」。歷任甘肅省督軍公署參謀長、甘肅省政府秘書長、安肅道道尹、寧夏省政府委員兼建設廳長、冀察政委會建設委員。